# フェルディナンド1世 (ナポリ王)
フェルディナンド1世（Ferdinando I, 1423年6月2日 - 1494年1月25日）は、ナポリ国王（在位：1458年 - 1494年）。ドン・フェランテ（Don Ferrante）とも呼ばれる。ナポリ国王・アラゴン国王アルフォンソ5世の非嫡出子ながら王位を継承した。

## 生涯
アルフォンソ王と、おそらくナポリ貴族の娘だったゲラルドーナ・カルリーノの間の非嫡出子として生まれる。父王は1442年にナポリ王国を征服すると、後継者となるが庶子で立場の弱いフェランテに、ナポリ王国最大の諸侯であるターラント公ジョヴァンニ・アントニオ・オルシーニの姪で相続者であるイザベル・ド・クレルモンを娶らせ、息子の地位を強化した。
1458年6月末、父王の没後その遺言により35歳で王位を継承。時の教皇カリストゥス3世は庶子に過ぎないフェランテの王位を認めず、アラゴン家は王統が絶えたとしてナポリをローマ教会の封土に回収することを宣言したが、8月初めに亡くなり、次の教皇ピウス2世は対トルコ政策におけるイタリア諸国の結束を優先する政策を採り、フェランテをナポリ王と認めたため、いったんは事なきを得た。
翌1459年、今度は王妃の伯父ターラント公を頭目とする国内の領主層による大規模な反乱が始まった。反乱者たちはアラゴン家の王位をめぐる宿敵アンジュー家のルネ王の息子ジャン・ダンジューに王冠を提供しようと画策していた。ジャンはジェノヴァ共和国の手助けで艦隊を引き連れて海路でナポリ領内に侵入、ノチェーラなど数都市を手中に収めた。1460年7月7日、フェランテ軍はヴェスヴィオの南麓、サルノ川がナポリ湾に注ぐ河口部でアンジュー派の軍勢に敗北、危うく捕虜になるところを助けられ、20名ほどの護衛の者たちと一緒に逃走した。教皇ピウス2世とミラノ公フランチェスコ・スフォルツァは、同盟者のフェランテを救おうと傭兵隊長フェデリーコ・ダ・モンテフェルトロ及びアレッサンドロ・スフォルツァの援軍を派遣したがサルノ川の戦いに間に合わず、彼らもまたサン・ファブリアーノでアンジュー派の軍勢に壊滅させられた。

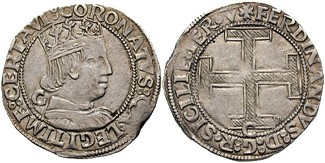
フェランテの姿を刻んだ貨幣

カンパーニャ州の要塞の大半がアンジュー派反乱軍の軍門に降ったにもかかわらず、ジャン・ダンジューは首都ナポリに攻め入ろうとしなかったため、フェランテは王としての立場を徐々に回復できた。イザベル王妃は実家ターラント公家を説得してアンジュー派から離反させるのに大いに貢献した。教皇庁、ミラノ公、父アルフォンソ王に恩義を感じているアルバニア人首長スカンデルベグらの援軍が集まり、フェランテの軍は1462年8月18日、ジャン・ダンジューの軍にトローイアで大勝した。1464年までに、一部の不満分子の怨嗟を残しつつもフェランテはナポリ王としての権威を取り戻した。ジャン・ダンジューの艦隊はナポリ沿岸部に脅威を与えていたが、1465年7月にフェランテと叔父のアラゴン王フアン2世の海軍によってイスキア島で殲滅された。

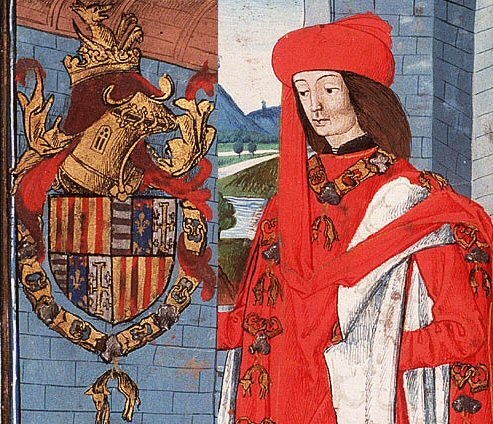
金羊毛勲章を付けたフェランテの細密画（部分）

1463年王妃イザベルによる相続を通じてターラント公領、レッチェ伯領その他のプッリャ州の諸封土がフェランテの王領地に組み込まれたことは、王室財政を潤してフェランテの王権をより強大化させた。フェランテは父王とは対照的に国内問題に関心を向け、豊かな王室財政を背景に、国王直属の諸都市を保護し、道路や橋梁を整備し、取引税免除の大市を新設し、流通を活発化させ、経済発展を促進した。フェランテの統治下で、王都ナポリは地中海海域における一大商品集散地の一つに成長し、国内人口の一極集中が進んだ。フェランテの領主層に対する抑圧的な統治は、1485年領主の陰謀と呼ばれる大規模な領主層の反乱を誘発した。反乱を指導する領主たちの一部は教皇インノケンティウス8世に扇動されていた。反乱の鎮圧後、フェランテは反乱参加者の大部分に恩赦を言い渡したにもかかわらず、彼らの多くをその後で投獄・処刑した。
1478年、フィレンツェでメディチ家によるパッツィ家への大粛清が起こり、パッツィ家と結ぶ教皇シクストゥス4世はこれに激怒し、ナポリを同盟者としてメディチ家に宣戦布告した。ロレンツォ・デ・メディチが自らナポリに乗り込み、フェランテと個人的な誼を通じたことで、フィレンツェ・ナポリ間の和平が結ばれた。フェランテは教皇の同盟者としてのナポリの伝統的な立場を長く保っていたが、1482年フェラーラ侯及びミラノ公と結んで教皇領とヴェネツィア共和国の同盟軍と戦い、フェラーラ戦争で一定の役割を果たした。1480年、オスマン帝国のメフメト2世の軍勢がオトラントを占領し、大勢の住民が虐殺されたり逃亡を余儀なくされたりしたが、フェランテの長男カラブリア公アルフォンソの軍勢による働きでトルコ軍を追い出した（オトラントの戦い）。

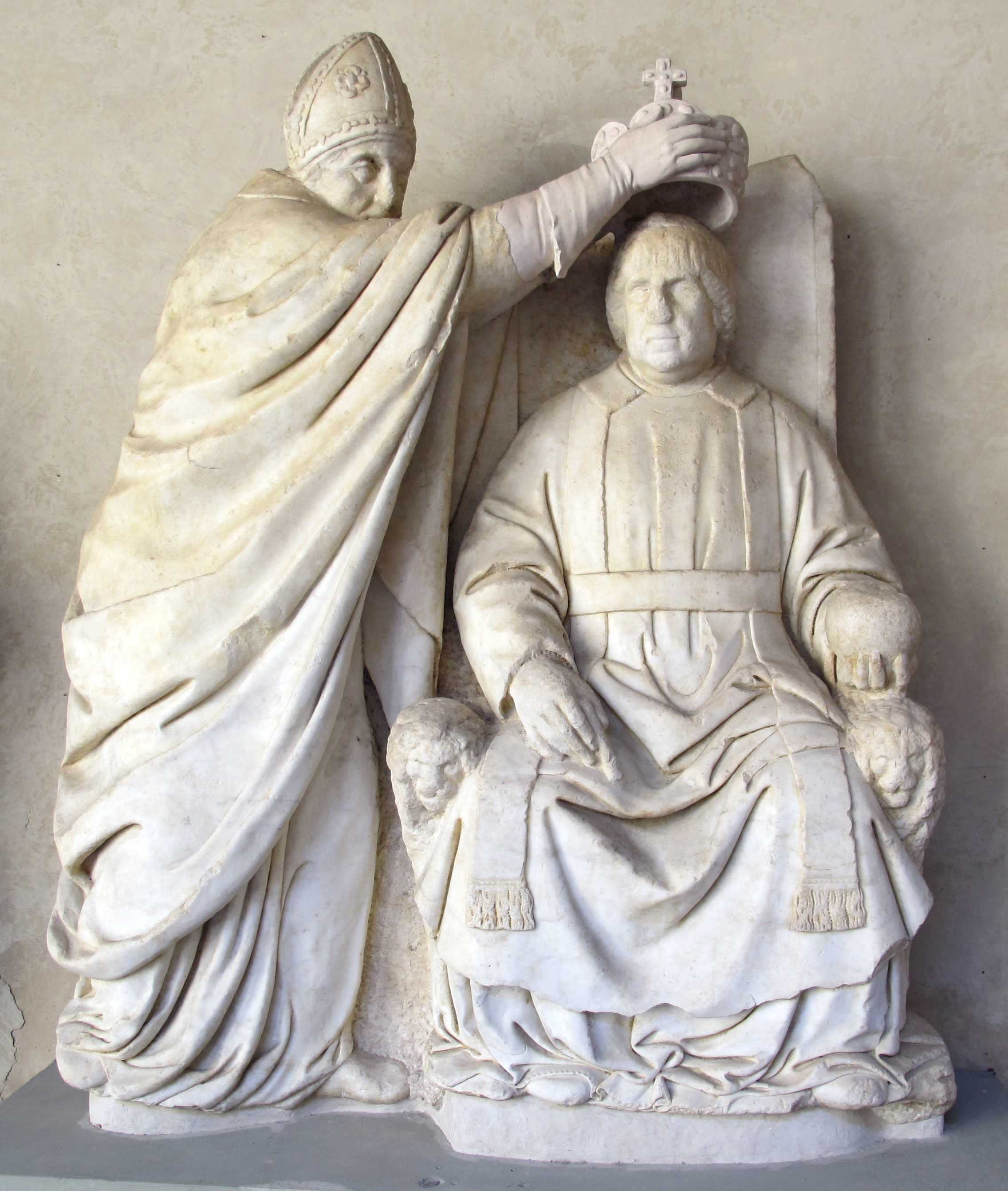
フェランテの戴冠、ベネデット・ダ・マイアーノによる彫刻、1490年頃

ミラノ公ルドヴィーコ・スフォルツァに教唆されたフランス王シャルル8世が1493年にナポリ王位を主張してイタリア侵攻の準備を始めると、フェランテはこれを人生最大の危機と感じて、イタリア諸侯に反フランス連合の結成を呼び掛けたが、ミラノ公や教皇アレクサンデル6世との政治交渉はいずれも失敗に終わった。来るべきフランス軍の侵攻を憂慮しつつ、フェランテは1494年1月末に死去した。息子で王位を継いだアルフォンソは翌1495年フランス王にナポリを奪い取られた。
フェランテの遺骸は2006年に科学調査が行われ、王の死因はKRAS遺伝子の働きが起こした大腸癌と推定された。また炭素同位体比の炭素13及び窒素15の値から、史料上の記述にある通り食生活における肉の消費量が非常に多かったことも判明した。

## 評価
ブリタニカ百科事典第11版は、「フェルディナンドは勇敢さと現実政治に対応する力に恵まれたが、その統治方法は悪意に満ちて破壊的だった。その財政管理は圧政と不当な独占の上に築かれたもので、彼は敵に対して一切の慈悲を示すことなく残虐さを示し、裏切りにおいて他の追随を許さなかった」としている。
フェルディナンドは彼をナポリの支配者から引きずり降ろそうとする多くの敵に生涯囲まれ続けており、その敵がどれほど取るに足らない者でも容赦はしなかった。教皇位が自分の意のままにならないことを理解していながら、教皇アレクサンデル6世を退位させようと陰謀を巡らせたこともあった。
ヤーコプ・ブルクハルトはフェランテ王の気晴らしについて次のように叙述する、「狩りと自分の財産を大いに蕩尽すること以外に、彼の楽しみはもう2つほどあった。彼は自分の敵を手許に置いておくことを好んだ。生きている場合は堅牢な牢獄に放り込み、死んでいる場合は死体に防腐処置を施して生きていた時と同じように着飾らせて陳列した」。彼のこの趣味を恐れない者は誰もいなかったので、フェランテは客人たちに自分の死体陳列室を見せるのを大いに楽しみにしていたという。

## 結婚と子女

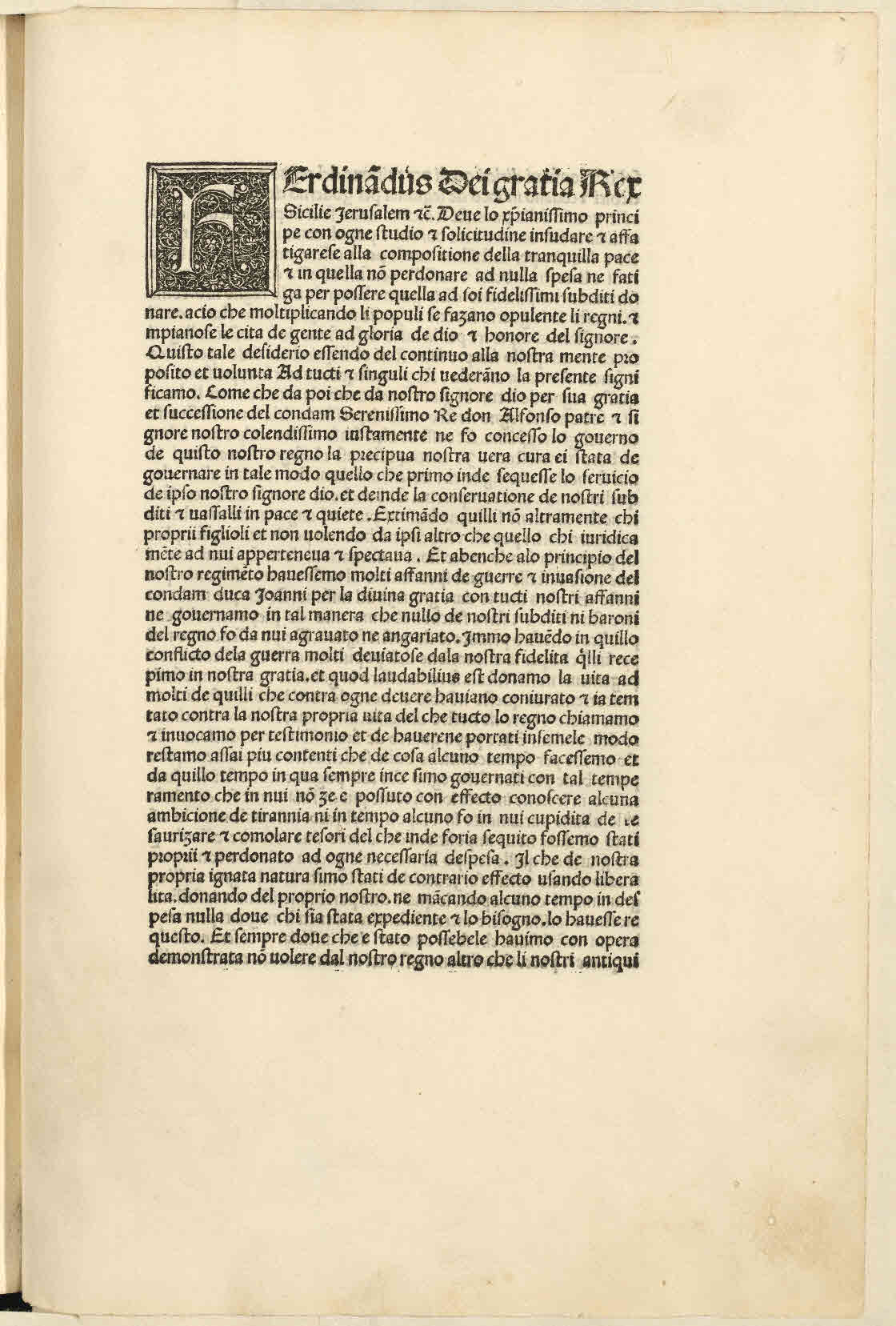
Esortazione di insorgere contro i baroni ribelli, 1486

1444/1445年に結婚した最初の王妃イザベル・ド・クレルモンとの間に6子があった。
- アルフォンソ2世（1448年 - 1495年） - ナポリ王
- エレオノーラ（1450年 - 1493年） - フェラーラ公エルコレ1世・デステと結婚
- フェデリーコ1世（4世）（1452年 - 1504年） - ナポリ王（廃位）
- ジョヴァンニ（1456年 - 1485年） - ターラント大司教、枢機卿
- ベアトリーチェ（1457年 - 1508年） - ハンガリー王マーチャーシュ1世、のちウラースロー2世と結婚
- フランチェスコ（イタリア語版）（1461年 - 1486年） - サンタンジェロ公、ビシェーリエ侯爵

1476年叔父のアラゴン王フアン2世の娘で従妹のジョヴァンナ・ダラゴーナと再婚し、間に2子をもうけた。
- ジョヴァンナ（1478年 - 1518年） - ナポリ王フェルディナンド2世（年長の甥）と結婚
- カルロ（1480年 - 1486年）

この他、複数の側妾との間に大勢の庶子をもうけている。
ディアナ・グアルダートとの間に4人：
- マリーア（1440年 - 1460年） - アマルフィ公爵アントーニオ・トデスキーニ・ピッコロ―ミニ（イタリア語版）（教皇ピウス2世の甥）と結婚
- ジョヴァンナ（? - 1475年） - アルチェ及びソーラ公爵レオナルド・デッラ・ローヴェレ（教皇シクストゥス4世の甥）と結婚
- イラーリア - ジョヴァンニ・デル・テーヴェレ（教皇シクストゥス4世の甥）と結婚
- エンリコ（? - 1478年） - ゲラーチェ侯爵

マルケーゼラ・スピッツァタとの間に1人：
- マリーア（1451年 - ?）

ピシチェラ・ピシチェリとの間に2人：
- チェーザレ - サンターガタ侯爵
- アルフォンソ（イタリア語版）（1460年 - 1510年） - キエーザ司教、のちキプロス女王シャルロットの養子、キプロス王ジャック2世の庶出の娘と結婚、ガリラヤ公を自称

エウラリア・ラヴィニャーノとの間に2人：
- マリーア・チェチーリア - ブラッチャーノ領主ジャン・ジョルダーノ・オルシーニ（後妻はフェリーチェ・デッラ・ローヴェレ）と結婚
- ルクレツィア - フォンディ伯オノラート3世・カエターニ（前妻はサンチャ・ダラゴーナ）と結婚

ジョヴァネッラ・カラッチョーロとの間に1人：
- フェルディナンド (? - 1542年) - モンタルト公、生母はディアナ・グアルダートとする説もあり

## 引用・脚注
1. ↑  Perez 2013, p. 142.
2. ↑  齊藤 2021, pp. 379.
3. ↑  History of the City of Rome in the Middle Ages, p. 186.
4. ↑  Modern Europe, by Thomas Henry Dyer, Page 103-105.
5. ↑  齊藤 2021, pp. 379–380.
6. ↑  齊藤 2021, pp. 380.
7. ↑  Ottini L, Falchetti M, Marinozzi S, Angeletti LR, Fornaciari G (2010) Gene-environment interactions in the pre-Industrial Era: the cancer of King Ferrante I of Aragon (1431-1494).
Hum. Pathol.[要文献特定詳細情報]
8. ↑  Br. J.B. Darcy, CFC, What you don't know about the Borgia Pope: Alexander VI (1492-1503) (Catholic Insight). Quote: "Guiliano immediately began to plot with King Ferrante of Naples against the Pope. I have mentioned already that Ferrante refused to acknowledge that he held his kingdom as a fief of the Papacy. Whether he was as evil a man as history has depicted him is hard to say, but he was certainly an ambitious, treacherous person. Determined to extend his rule to parts of the Papal States, he was blocked at every turn by Alexander. To obtain the Pope's approval for his plans, he offered his granddaughter in marriage to Jofre, the Pope's grandnephew but was refused. Finally, he decided that, to make any progress, he had to get rid of his nemesis. For this purpose, to convince the rulers to depose the Pope, he began to write a series of letters to his relatives, the sovereigns of Europe, accusing Alexander of all sorts of evil conduct, particularly of obtaining the papacy by simony."[より良い情報源が必要]
9. ↑  Jacob Burkhardt, The Civilization of the Renaissance in Italy, 1.5 - The Greater Dynasties